# CAD&CGマガジン
『CAD&CGマガジン』は、株式会社エクスナレッジが月1回発行するCAD・コンピュータグラフィックス誌。CADやCGを専門にした雑誌としては国内で希少な存在である。

## 概要
同種の雑誌ではおしなべてCADかコンピュータグラフィックスのどちらかに特化した誌面構成であるのに対して本誌では両方を扱う。これまで3Dデータを扱っていながら交流の希薄だったCADオペレータとコンピュータグラフィックスクリエーター間での認識の相違を低減するのに一役買っている。
CAD&CGのサイトでは、過去の記事を厳選して掲載する。